# Episodi di Più forte ragazzi (prima stagione)
La prima stagione della serie televisiva Più forte ragazzi è stata trasmessa negli Stati Uniti da CBS dal 26 settembre 1998 all'8 maggio 1999.
In Italia è stata trasmessa da Italia 1.
| nº | Titolo originale              | Titolo italiano         | Prima TV USA      | Prima TV Italia |
| -- | ----------------------------- | ----------------------- | ----------------- | --------------- |
| 1  | Shanghai Express              | Shangai Express         | 26 settembre 1998 |                 |
| 2  | Diamond Fever                 | La febbre dei diamanti  | 3 ottobre 1998    |                 |
| 3  | Dead Ringers                  | Morte in diretta        | 10 ottobre 1998   |                 |
| 4  | Funny Money                   | Soldi falsi             | 17 ottobre 1998   |                 |
| 5  | Cop Out                       | Al di sopra della legge | 24 ottobre 1998   |                 |
| 6  | Extreme Measures              | Insufficienza di prove  | 31 ottobre 1998   |                 |
| 7  | Trackdown                     | Odio razziale           | 7 novembre 1998   |                 |
| 8  | Take Out                      | Il lago d'argento       | 14 novembre 1998  |                 |
| 9  | How Sammo Got His Groove Back | Un peluche per Winship  | 21 novembre 1998  |                 |
| 10 | Bad Seed                      | Ragazzi difficili       | 12 dicembre 1998  |                 |
| 11 | Lock-Up                       | Week-end in galera      | 19 dicembre 1998  |                 |
| 12 | Painted Faces                 | Pericolo da Shanghai    | 9 gennaio 1999    |                 |
| 13 | Substitutes                   | Ritorno pericoloso      | 23 gennaio 1999   |                 |
| 14 | Wild Life                     | Caccia grossa           | 6 febbraio 1999   |                 |
| 15 | Breakout                      | Evaso                   | 13 febbraio 1999  |                 |
| 16 | Captive Hearts                | Cuori prigionieri       | 20 febbraio 1999  |                 |
| 17 | Trifecta                      | Pericolo all'ippodromo  | 27 febbraio 1999  |                 |
| 18 | Big Trouble                   | Problemi seri           | 20 marzo 1999     |                 |
| 19 | Nitro Man                     | L'ostaggio              | 27 marzo 1999     |                 |
| 20 | Red Storm                     | Tempesta rossa          | 24 aprile 1999    |                 |
| 21 | Requiem (1/2)                 | Scudo umano (1)         | 1º maggio 1999    |                 |
| 22 | End Game (2/2)                | La resa dei conti (2)   | 8 maggio 1999     |                 |